# Tianwen-3
Tianwen-3 (in cinese: 天问三号) è una missione spaziale pianificata dall'Agenzia spaziale cinese (CSNA) per il riportare campioni del suolo marziano sulla Terra. 
Sviluppata dalla Compagnia cinese di scienza e tecnologia aerospaziali, la missione consiste nel lancio separato di due veicoli: un orbiter che avrà anche il compito di effettuare il viaggio di ritorno, e un lander dotato di modulo di risalita, che dopo essere atterrato sulla superficie e aver recuperato campioni del suolo, decollerà per raggiungere l'orbita marziana e consegnare la capsula contenente i campioni all'orbiter per riportarli a terra.

## Sviluppo della missione
Nel settembre 2021 i responsabili del programma spaziale cinese hanno deciso di lanciare una missione di ritorno di campioni marziani intorno al 2028, denominata Tianwen-3 nel 2022. Questo progetto era già stato menzionato dalle autorità cinesi nel 2017. Lo scenario cinese si basa sul lancio di due missioni. La prima sarebbe responsabile dell'atterraggio sul suolo marziano, del prelievo di campioni di terreno e del ritorno in orbita, mentre la seconda missione dovrà recuperare il contenitore del campione nell'orbita marziana e tornare alla Terra. La prima missione potrebbe essere lanciata da un vettore Lunga Marcia 5 mentre la seconda missione potrebbe essere lanciata da un Lunga Marcia 3B. È stata quindi abbandonata la proposta iniziale di inviare entrambe le sonde verso Marte assieme tramite un Lunga Marcia 9, il lanciatore super-pesante cinese ancora in fase di sviluppo.
A metà del 2022, il ritorno dei campioni sulla Terra è stato previsto per il 2031, due anni prima della missione congiunta NASA ed ESA Mars Sample Return.

## Profilo della missione
Nel 2022, durante un forum sulla tecnologia per l’esplorazione dello spazio profondo tenutosi presso l'Università di Nanchino, Sun Zezhou, capo progettista della missione Tianwen-1, ha presentato piani dettagliati della missione basati su un'architettura a due lanci. L'orbiter sarà simile a quello della missione Tianwen-1, mentre la capsula contenente i campioni marziani avrà una forma conica, quindi diversa da quello di Chang'e 5.
I due veicoli spaziali sarebbero lanciati nel 2028 con il rientro dei campioni sulla Terra previsto per luglio 2031. Esistono due profili per la missione che differiscono principalmente dalla data di lancio delle due sonde: la prima opzione prevede che il lander sia lanciato nel dicembre 2028, arrivare su Marte dopo 7 mesi e rimanere sulla superficie altri 6 mesi per raccogliere campioni. Nell'altra opzione il lander sarebbe lanciato invece nel maggio 2028 e arriverebbe solo nel 2030 perché sarebbe lanciato fuori dalle tipiche finestre di lancio per Marte. In entrambi i casi l'orbiter arriverà prima del lander attorno a Marte, verso agosto-settembre 2029 e ritornando alla Terra nello stesso periodo previsto (luglio 2031). La differenza tra i due profili è che la seconda opzione consentirebbe di evitare parte dell'inverno marziano, tuttavia il tempo sufficiente di permanenza sulla superficie marziana si ridurrebbe da 6 a 3 mesi.
Il lander avrà due diversi sistemi per prelevare campioni di terreno: una trivella in grado di scavare a diversi metri di profondità e un braccio robotico per raccogliere rocce e regolite dalla superficie. Potrà prelevare campioni probabilmente solo nella zona di atterraggio (i vincoli di massa non le consentono di trasportare un rover attrezzato per prelevare campioni di terreno), gli obiettivi saranno quindi più semplici e modesti dell'equivalente missione NASA-ESA, che riporterà campioni raccolti dal rover Perseverance da una decina di siti selezionati con molta precisione, anche se gli ingegneri cinesi stanno studiando la fattibilità di trasportare un piccolo robot in grado di prelevare campioni oltre il luogo d'atterraggio.